# Xã Garrett, Quận Douglas, Illinois
Xã Garrett (tiếng Anh: Garrett Township) là một xã thuộc quận Douglas, tiểu bang Illinois, Hoa Kỳ. Năm 2010, dân số của xã này là 1.441 người.